# 静物 (カルフ)
『静物』（せいぶつ、露: натюрморт、英: Still-Life）、または『デザート』（露: Десерт、英: Dessert）は、オランダ黄金時代の画家ウィレム・カルフが1653-1654年にキャンバス上に油彩で制作した静物画である。1910年に、P.P. セメノフ＝ティヤン＝シャンスキー (P.P. Semenov-Tyan-Shansky) のコレクションからサンクトペテルブルクのエルミタージュ美術館に収蔵されて以来、同美術館に展示されている。エルミタージュ美術館を代表する名品の1つである。

## 作品
パリで学んだカルフは、農民生活の場面を描いた絵画で認められた。しかし、カルフの真の名声は、彼の才能のすべてを行使することのできた静物画のジャンルによるものであった。絵画を売ることで、カルフは安定した収入を得、自身の構図に用いる高価な品物を買うことができた。

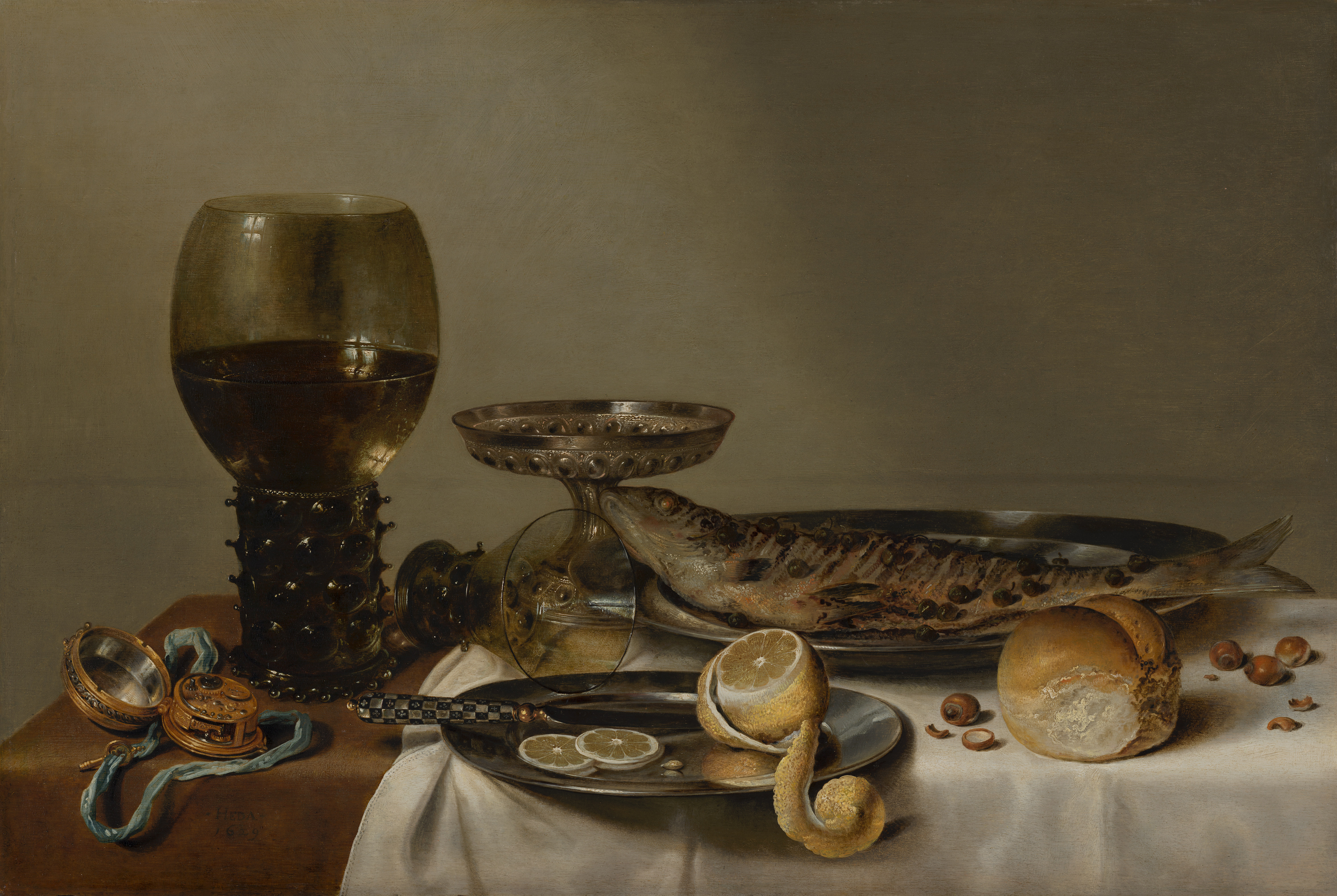
ウィレム・クラースゾーン・ヘーダ『レーマーグラスと懐中時計のある静物』 (1629年)、マウリッツハイス美術館、デン・ハーグ

カルフの静物画は、彼より一世代前のピーテル・クラースゾーンやウィレム・クラースゾーン・ヘーダのものとは非常に異なっている。彼らの作品は演劇的であり、モノクローム的な色彩は地味である。事物は一般に横長の空間に並べられており、光は均一にそれらを照らし、影がそれらの彫塑性を強調する。
一方、カルフの絵画では空間は狭められ、背景はずっと暗い。そして、この狭い空間の中で明暗の対比が強調されており、暗い背景の前にある静物は奇妙に孤立して見える。事物の配置も、クラースゾーンやヘーダよりずっと密である。暗い舞台上のスポットライトのように柔らかな光がそれぞれの事物を照らし、その独自の特質と色を浮かび上がらせる。生涯にわたり、カルフは様々な事物に当たる光に非常な関心を抱いていた。彼は絹やウールの布地の質感を表し、金の輝き、陶磁器や貝殻の柔らかな発光を再現し、ヴェネチアン・グラスの端の神秘的なきらめきを描くことを好んだ。

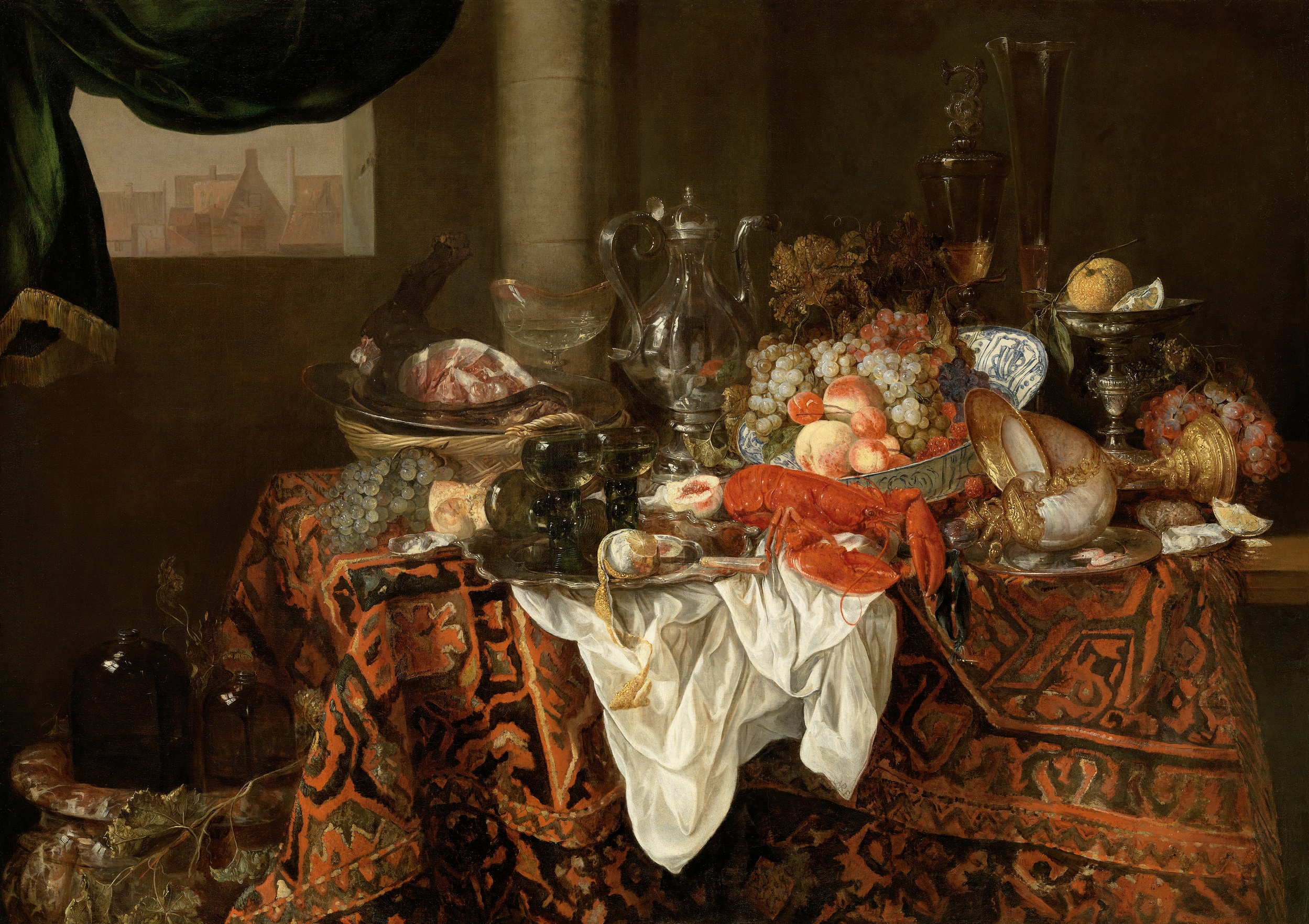
アブラハム・ファン・ベイエレン『晩餐の静物』 (1655-1665年)、マウリッツハイス美術館、デン・ハーグ

本作の画面では、突然の閃光が暗がりから絨毯で覆われたテーブルを浮かび上がらせたようである。前景にある果物の燃え立つような色は、レーマーグラスや銀の皿の表面に反射を投げかける。しかし、暗がりは奥の方で深まり、銀色の水差しや、その横にある背が高く細いグラス (おぼろげに見える) の形をほとんど溶解させている。テーブル中央の光と暗がりの境目には、素晴らしい騎士のように高価な蓋つきのアウクスブルク製の杯がそびえ立ち、周囲の事物を睥睨している。
17世紀には、このように豪華で光り輝く静物画に「見せびらかしの静物」を意味する「プロンクスティレーフェン (pronkstilleven) 」という語が用いられた。この語には、間違いなく事物の選択も含まれている。ピーテル・クラースゾーンやヘーダの作品には、日常生活の飲食物 (パン、魚、ビールなど) とテーブル用品 (皿、ピューターの水差し、一般のグラスなど) が登場する。一方で、カルフや同時代のアブラハム・ファン・ベイエレンは、ほぼ例外なく豪華な食べ物 (ロブスター、トロピカルフルーツなど) やテーブル用品 (金銀の器、陶磁器の杯など) を豊麗なペルシャ絨毯の上に描くのである。なお、本作の右側に登場する大皿はおそらく中国伝来のもので、東西交易の一端がのぞかれて興味深い。